# Planodema flavosparsa
Planodema flavosparsa är en skalbaggsart som först beskrevs av Aurivillius 1910.  Planodema flavosparsa ingår i släktet Planodema och familjen långhorningar.
Artens utbredningsområde är Kenya. Inga underarter finns listade i Catalogue of Life.